# Coupe d'Europe de football Conifa 2015
Navigation
Chypre du Nord 2017
La Coupe d'Europe de football Conifa 2015, est la première édition de la Coupe d'Europe de la football ConIFA, un tournoi international de football pour les États, les minorités, les apatrides et les régions non affiliées à la FIFA, organisée par la ConIFA,.
Le tournoi était initialement prévu pour être accueilli par Ellan Vannin sur l'île de Man,.
La Hongrie organise le tournoi dans l'ancienne région historique du Pays sicule,.
En 2015, la ConIFA annonce que le tournoi ferait partie du processus de qualification pour la Coupe du monde de football ConIFA 2016, les trois meilleures équipes se qualifiant automatiquement.
Le Comté de Nice vainqueur de la Coupe du monde de football ConIFA 2014 s'incline en finale face à l'équipe de Padanie ancienne championne de la VIVA World Cup 2008, 2009 et 2010,,.

## Histoire

### Tournoi
En juin 2014, après le succès de la première Coupe du monde de football ConIFA, la ConIFA annonce l'organisation d'un tournoi international européen pour l'année 2015. Trois membres de la ConIFA déposent leur candidature pour accueillir la première Coupe d'Europe de football, l'Abkhazie, le Haut-Karabagh et Ellan Vannin (Ile de Man). Ellan Vannin est élu en tant qu'hôte en août 2014.

### Hôtes
Comme prévu initialement, le tournoi devait avoir lieu entièrement sur l'île de Man, dans la ville de Douglas au stade The Bowl, le stade principal de l'île, accueillant tous les matches.
Le tournoi était prévu du 30 mai au 12 juin 2015, mais la veille du début du tournoi, la compétition est modifiée, à cause du problème d’hébergement afin d’accueillir les équipes.
Cependant, en mars 2015, lors du tirage au sort du tournoi, la ConIFA annonce qu'elle a pris la décision de déplacer le tournoi loin de l'île de Man, le nouveau hôte est le Pays sicule en Hongrie dans la ville de Debrecen.
Le Stade d'Oláh Gábor utca (en hongrois: Oláh Gábor utcai Stadion) est le deuxième stade de football de la ville de Debrecen en Hongrie, d'une capacité de 10 200 places.
Chaque match a lieu dans ce stade.

### Ville et stade

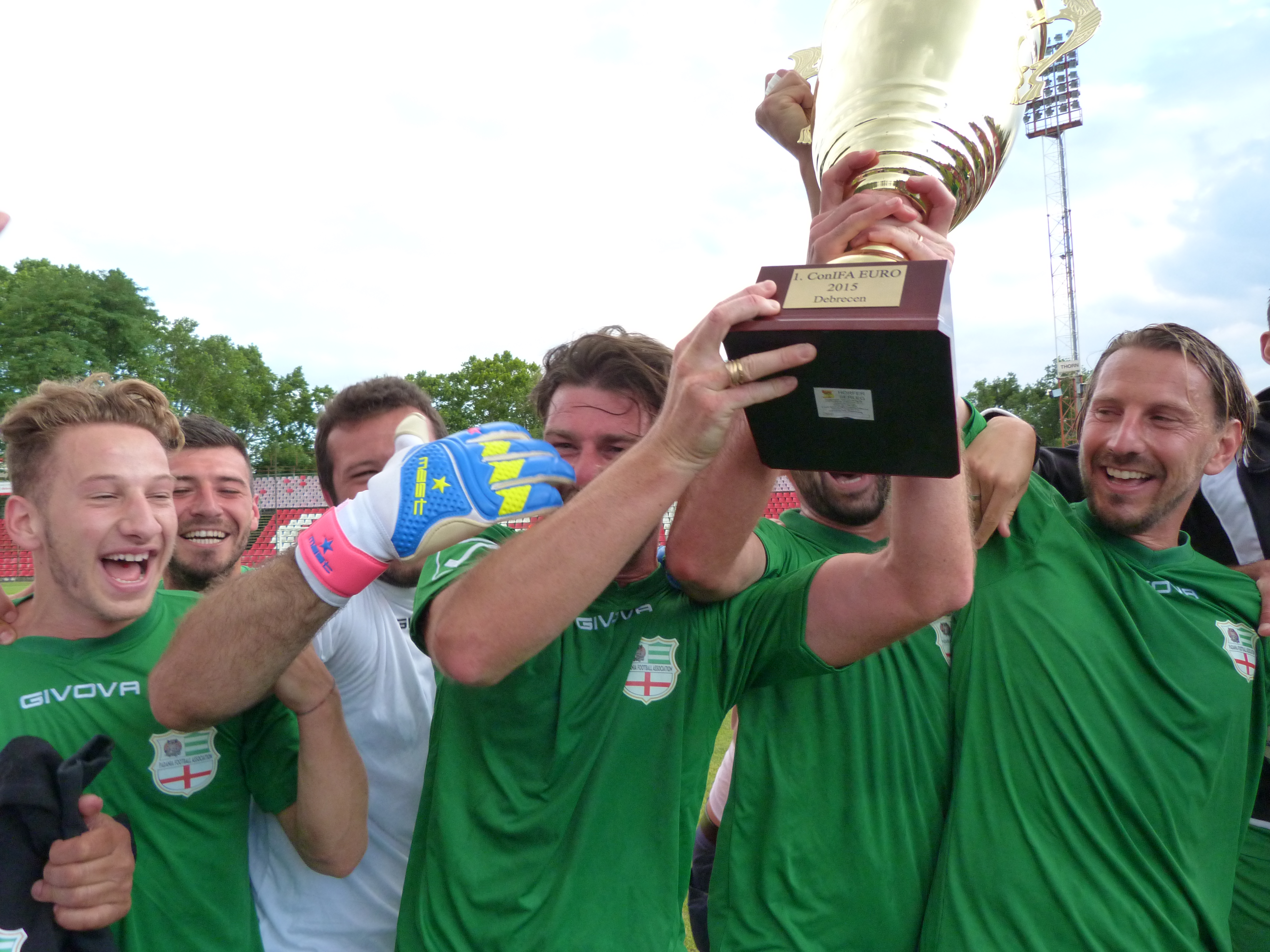
Les joueurs de Padanie soulevant le trophée de la Coupe d'Europe de football ConIFA 2015

| Villes      | Stades                  | Capacité    |
| Hajdú-Bihar | Hajdú-Bihar             | Hajdú-Bihar |
| ----------- | ----------------------- | ----------- |
| Debrecen    | Stade d'Oláh Gábor utca | 10 200      |
|             |                         |             |

### Participants
Les participants sont répartis en quatre groupes de trois sélections. Les deux meilleures équipes de chaque groupe passent aux quarts de finale. Les douze équipes sont placées en trois pots, selon le classement de ConIFA.
Par la suite, trois équipes (Franconie, Monaco, Haut-Karabagh) annulent leur participation à la Coupe d'Europe de football 2015 en Hongrie, ce qui force à réviser, le projet initialement prévu. La présence d'un total de neuf équipes conduit à la formation de trois groupes de trois.
En mai 2015, l'Occitanie annonce également son retrait de la compétition, ce qui conduit à une autre révision du calendrier des matches en deux groupes de quatre. En juin 2015, trois autres équipes, soit l'Ossétie du Sud, l'Abkhazie et le Chypre du Nord, sont  forcées de se retirer en raison des difficultés de visa, tandis que l'équipe de Felvidek est ajoutée, laissant deux groupes de trois équipes et six participants au total. L'équipe de Laponie n'est pas invitée à participer au tournoi.
L'Occitanie est invitée à participer à la première Coupe d’Europe de la ConIFA, mais faute de moyens financiers, elle est remplacée par une autre équipe,.

### Équipes participantes
| Groupe A                                           | Groupe B                |
| -------------------------------------------------- | ----------------------- |
| Comté de Nice Haute-Hongrie (felvidek) Pays sicule | Roms Île de Man Padanie |

## Tournoi

### Phase de groupes
,

#### Groupe A

##### Classements et résultats
| Équipe        | J | V | N | D | BM | BE | DB | Pts |
| ------------- | - | - | - | - | -- | -- | -- | --- |
| Comté de Nice | 2 | 2 | 0 | 0 | 7  | 3  | +4 | 6   |
| Haute-Hongrie | 2 | 1 | 0 | 1 | 4  | 5  | -1 | 3   |
| Pays sicule   | 2 | 0 | 0 | 2 | 3  | 6  | -3 | 0   |

| 17 juin 2015, | Comté de Nice                     | 3 - 2                                          | Pays sicule       | Stade d'Oláh Gábor utca Debrecen Hongrie |  |
|               | Franck Delerue · Malik Tchokounte |                                                | Hodgyai · Magyari |                                          |  |
|               | (Rapport)                         | Norbert Benkö · L.Hodgyai · N.Denes · A.Kovacs |                   |                                          |  |

| 18 juin 2015         | Haute-Hongrie           | 3 - 1   | Pays sicule | Stade d'Oláh Gábor utca Debrecen Hongrie |  |
|                      | Dalkoni · Magyar · Kosa |         | Magyari     |                                          |  |
| L.Pasztor · Z.Novata | (Rapport)               | L.Szöcs |             |                                          |  |

| 19 juin 2015        | Comté de Nice                                                | 4 - 1 | Haute-Hongrie | Stade d'Oláh Gábor utca Debrecen Hongrie |  |
|                     | Jacques Onda · Franck Delerue · Romain Andrea · Tarek Jaziri |       | Kosa          |                                          |  |
| Alexandre Beaudouin | (Rapport)                                                    |       |               |                                          |  |

#### Groupe B

##### Classements et résultats
| Équipe     | J | V | N | D | BM | BE | DB | Pts |
| ---------- | - | - | - | - | -- | -- | -- | --- |
| Padanie    | 2 | 2 | 0 | 0 | 4  | 2  | +2 | 6   |
| Île de Man | 2 | 1 | 0 | 1 | 3  | 2  | +1 | 3   |
| Roms       | 2 | 0 | 0 | 2 | 3  | 6  | -3 | 0   |

| 17 juin 2015 | Roms                | 2 - 3 | Padanie                       | Stade d'Oláh Gábor utca Debrecen Hongrie |  |
| [ 40 ]       | S.Horvath · R.Csoka |       | Tignonsini · Garavelli · Rota |                                          |  |
| [ 40 ]       | J.Kertesz · P.Nagy  |       | Luca Ferri                    |                                          |  |

| 18 juin 2015 | Île de Man                                               | 3 - 1 | Roms                 | Stade d'Oláh Gábor utca Debrecen Hongrie |  |
| [ 41 ]       | Seamus Sharkey 11e · Frank Jones 49e · Chris Bass Jr 55e |       | 29e I.Irhas          |                                          |  |
| [ 41 ]       | Sam Cain · Ciaran McNulty                                |       | B.Lakatos · S.Nemeth |                                          |  |

| 19 juin 2015        | Île de Man | 0 - 1                                                     | Padanie   | Stade d'Oláh Gábor utca Debrecen Hongrie |
|                     |            |                                                           | Prandelli |                                          |
| T.Weir · Jack McVey |            | Andrea Rota · Giulio Valente · Nicola Mazotti · A.Pizotta |           |                                          |

### Phase à élimination directe

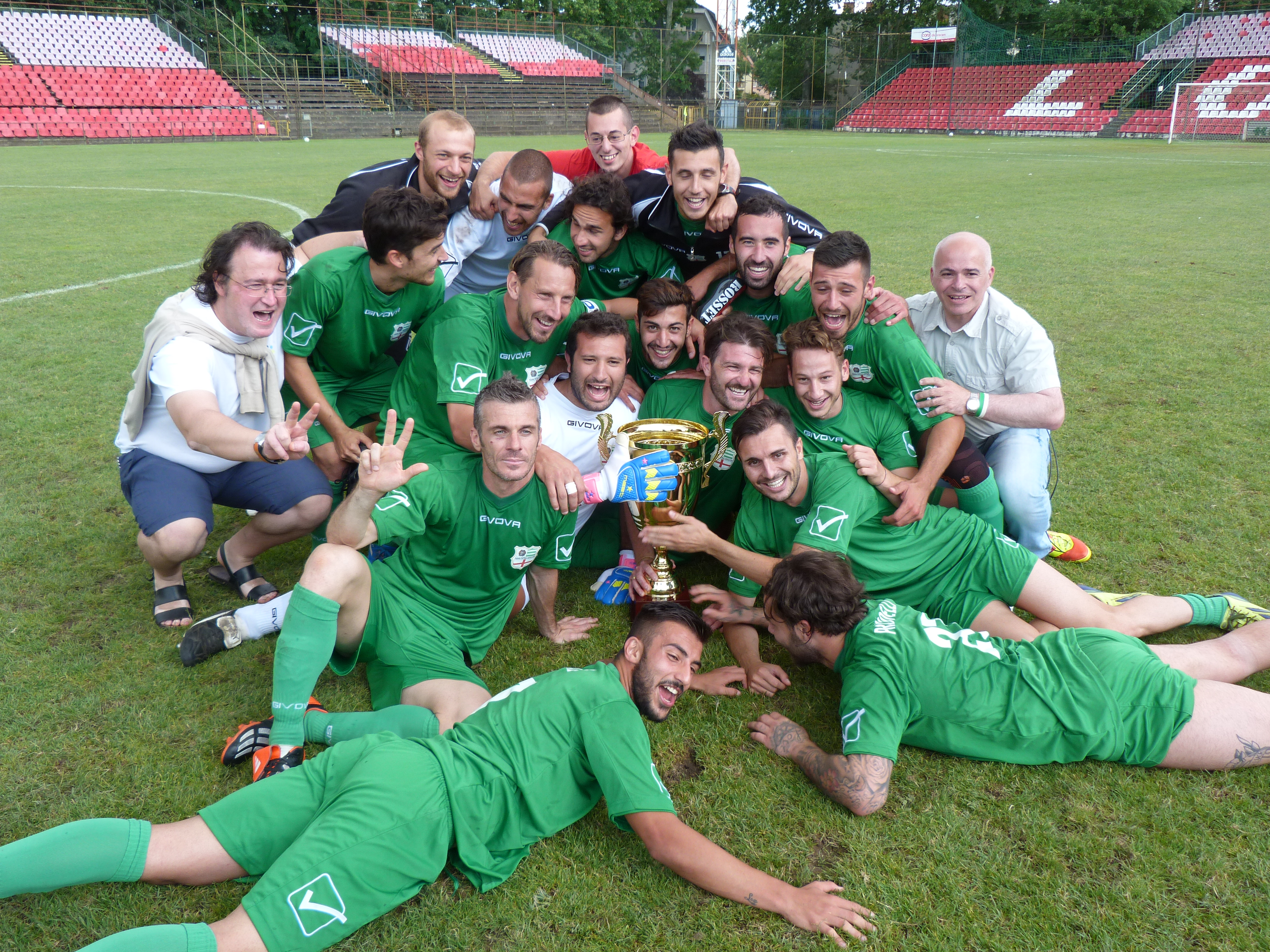
Padanie vainqueur de la Coupe d'Europe de football ConIFA.

#### Tournoi final
|  | Demi-finales      | Demi-finales      |          |   | Finale            | Finale            |
|  | Demi-finales      | Demi-finales      |          |   | Finale            | Finale            |
|  |                   |                   |          |   |                   |                   |
|  | 20 juin, Debrecen | 20 juin, Debrecen |          |   | 21 juin, Debrecen | 21 juin, Debrecen |
|  | 20 juin, Debrecen | 20 juin, Debrecen |          |   | 21 juin, Debrecen | 21 juin, Debrecen |
|  | Comté de Nice     | 3                 |          |   | 21 juin, Debrecen | 21 juin, Debrecen |
|  | Comté de Nice     | 3                 |          |   | 21 juin, Debrecen | 21 juin, Debrecen |
|  | Île de Man        | 1                 |          |   | 21 juin, Debrecen | 21 juin, Debrecen |
|  | Île de Man        | 1                 | Padanie  | 4 |                   |                   |
|  | 20 juin, Debrecen |                   | Padanie  | 4 |                   |                   |
|  |                   | Comté de Nice     | 1        |   |                   |                   |
|  | Padanie           | Comté de Nice     | 1        | 5 |                   |                   |
|  | Padanie           |                   |          | 5 |                   |                   |
|  | Haute-Hongrie     | 0                 |          |   |                   |                   |
|  | Haute-Hongrie     | 0                 | 3e place |   |                   |                   |
|  |                   |                   |          |   |                   |                   |
|  | 21 juin, Debrecen |                   |          |   |                   |                   |
|  |                   |                   |          |   |                   |                   |
|  | Île de Man        | 1 (5)             |          |   |                   |                   |
|  | Île de Man        | 1 (5)             |          |   |                   |                   |
|  | Haute-Hongrie     | 1 (3)             |          |   |                   |                   |
|  | Haute-Hongrie     | 1 (3)             |          |   |                   |                   |

#### 5e/6eplace
| 19 juin 2015 | Roms                     | 4 - 2 | Pays sicule   | Stade d'Oláh Gábor utca Debrecen Hongrie |  |
|              | Oivido · Irhas · Horvath |       | Mate · Silion |                                          |  |

#### Demi-finales
| 20 juin 2015                                           | Comté de Nice                                   | 3 - 1      | Île de Man  | Stade d'Oláh Gábor utca Debrecen Hongrie |  |
|                                                        | Romain Girand · Franck Delerue · Lionel Floridi |            | Frank Jones |                                          |  |
| Jonathan Minasi · Baptiste Delfino · Sébastien Gignoli | (Rapport)                                       | Sean Quake |             |                                          |  |

| 20 juin 2015                        | Padanie                                    | 5 - 0 | Haute-Hongrie | Stade d'Oláh Gábor utca Debrecen Hongrie |
|                                     | Pradelli · Mazzotti · De Peralta · Baruwah |       |               |                                          |
| Matteo Prandelli · Antonio Pizzolla |                                            |       |               |                                          |

#### 3eplace
| 21 juin 2015   | Île de Man        | 1 - 1                                         | Haute-Hongrie | Stade d'Oláh Gábor utca Debrecen Hongrie |  |
|                | Chris Bass Jr     |                                               | Magyar        |                                          |  |
| Seamus Sharkey | (Rapport)         | Z.Magyar · A.Dalnoki · L.Pasztor · Z.Novota · |               |                                          |  |
|                | Tirs au but 5 - 3 |                                               |               |                                          |  |

#### Finale
| 21 juin 2015    | Padanie                             | 4 - 1                                | Comté de Nice  | Stade d'Oláh Gábor utca Debrecen Hongrie |  |
|                 | De Peralta · Tignonsini · Prandelli |                                      | Franck Delerue |                                          |  |
| Nicola Mazzotti | (Rapport)                           | Baptiste Delfino · Sébastien Gignoli |                |                                          |  |

## Statistiques, classements et buteurs

### Classement des buteurs
| 5 buts - Franck Delerue 4 buts - Matteo Prandelli 3 buts - Fabricio Porcel De Peralta 2 buts - Stefano Tignonsini - Franck Jones - Chris Bass Jr - Magyar - Kosa - Magyari - R.Horvath - I.Irhas - J.Oivido | 1 but - Marco Garavelli - Andrea Rota - Mazzotti - Barwuah Enoch - Malik Tchokounte - Jacques Onda - Romain Andrea - Tarek Jaziri - Lionel Floridi - Romain Girand - Seamus Sharkey - Hodgyai - Silion - Mate - R.Csoka - Dalkoni |

### Classement final
| No | Équipe        | J | V | N | D | BM | BE | DB | Pts |
| -- | ------------- | - | - | - | - | -- | -- | -- | --- |
| 1  | Padanie       | 4 | 4 | 0 | 0 | 13 | 4  | +9 | 12  |
| 2  | Comté de Nice | 4 | 3 | 0 | 1 | 11 | 8  | +3 | 9   |
| 3  | Île de Man    | 4 | 1 | 1 | 2 | 5  | 6  | -1 | 4   |
| 4  | Haute-Hongrie | 4 | 1 | 1 | 2 | 5  | 11 | -6 | 4   |
| 5  | Roms          | 3 | 1 | 0 | 2 | 7  | 8  | -1 | 3   |
| 6  | Pays Sicule   | 3 | 0 | 0 | 3 | 5  | 10 | -5 | 0   |

### Récompenses annexes
| Prix                  | Lauréat          |
| --------------------- | ---------------- |
| Meilleur gardien      | Grittini Ricardo |
| Meilleur buteur       | Franck Delerue   |
| Meilleur jeune joueur | Herman Ako       |

## Discipline

### Bilan par joueur

#### Carton jaune
| - Baptiste Delfino (face à l’Île de Man) - Sébastien Gignoli (face à l’Île de Man) - Jonathan Minasi (face à l’Île de Man) - Alexandre Beaudouin (face à la Haute-Hongrie) - Sam Caine (face aux Roms) - Ciaran McNulty (face aux Roms) - T.Weir (face à la Padanie) - Jack McVey (face à la Padanie) - Sean Quake (face au Comté de Nice) - Seamus Sharkey (face à la Haute-Hongrie) - L.Szöcs (face à la Haute-Hongrie) - L.Hodgyai (face au Comté de Nice) - N.Denes (face au Comté de Nice) - Norbert Benkö (face au Comté de Nice) - A.Kovacs (face au Comté de Nice) - A.Pizotta (face à l’Île de Man) | - S.Nemeth (face à l’Île de Man) - B.Lakatos (face à l’Île de Man) - J.Kertesz (face à la Padanie) - P.Nagy (face à la Padanie) - Zsolt Magyar (face à l’Île de Man) - A.Dalnoki (face à l’Île de Man) - L.Pasztor (face à l’Île de Man) - Z.Novota (face à l’Île de Man) - L.Pasztor (face au Pays sicule) - Z.Novota (face au Pays sicule) - Matteo Prandelli (face à la Haute-Hongrie) - Antonio Pizzolla (face à la Haute-Hongrie) - Andrea Rota (face à l’Île de Man) - Giulio Valente (face à l’Île de Man) - Nicola Mazotti (face à l’Île de Man) - Luca Ferri (face aux Roms) |

#### Carton rouge
- Baptiste Delfino (face à la Padanie)
- Sébastien Gignoli (face à la Padanie)
- N.Denes (face au Comté de Nice)
- A.Kovacs (face au Comté de Nice)
- Nicola  Mazzotti (face au Comté de Nice)
- Z.Novota (face au Pays sicule)
- S.Nemeth (face à l’Île de Man)

### Bilan par équipe
| Rang | Équipe        | Groupe | Carton rouge | Averti |
| ---- | ------------- | ------ | ------------ | ------ |
| 1    | Pays sicule   | A      | 2            | 5      |
| 2    | Comté de Nice | A      | 2            | 4      |
| 3    | Padanie       | B      | 1            | 7      |
| 4    | Haute-Hongrie | A      | 1            | 6      |
| 5    | Roms          | B      | 1            | 4      |
| 6    | Île de Man    | B      | 0            | 6      |